# 加賀美光賢
加賀美 光賢（かがみ みつかた、弘化3年2月24日（1846年3月21日） - 1907年（明治40年）4月8日）は、日本の海軍軍人（軍医）、医師。宮中顧問官。最終階級は海軍軍医総監。位階および勲等は正四位・勲三等。

## 生涯
弘化3年（1846年）2月24日、甲斐国西山梨郡住吉村（現在の山梨県甲府市で、身延線の甲斐住吉駅周辺）にある住吉神社の神職・加賀美光矩と、その妻である察の子として生まれる。清和源氏武田氏流・加賀美氏の末裔。
薩摩藩の医師石神良策に師事し、西洋医学をイギリス人医師のウィリアム・ウィリスに学ぶ。1872年、海軍軍医部の創設にともない軍医頭となり、1892年、海軍軍医学校長に任命された。
1893年、海軍軍医総監となる。1907年4月8日、東京市芝区（現在の東京都港区）三田の邸に於いて卒去。享年62歳。墓所は青山霊園。

## 親族
- 後妻 加賀美繁子：土佐藩士佐々木高行の二女。旧名は静衛。弁護士の児玉淳一郎は元夫。竹橋女学校でフルベッキに英語を学ぶ。宮内省御用掛や竹田宮御用取扱を務め、従四位・勲三等が授けられた。
- 前妻 森山照子：安政元年（1854年）7月14日、大隅国加治木で生まれ、薩摩藩士の向井某の養子となる。幼名は寿恵子。1871年、光賢に嫁ぎ、一女もうけたが、1885年7月26日、胃腸を病み三田の邸に於いて没。享年31。
- 弟 光宅：嘉永2年（1849年）11月23日、山梨郡下小河村に於いて光矩の三男として生まれる。幼名は作四郎。海軍書記となる。妻は大村氏。1897年11月12日卒。享年49。
- 弟 照太郎：元治元年（1864年）、光矩の四男として生まれる。海軍軍医大監となる。1916年に予備役となる。海軍掖済横浜病院長も務めた。位階および勲等、功級は正五位・勲三等・功四級まで至る。1921年3月21日卒去。享年58。